# Torysky
Torysky (allemand : Siebenbrunn in der Zips) est un village de Slovaquie situé dans la région de Prešov.

## Histoire
Première mention écrite du village en 1284.

## Démographie

### Évolution de la population
| Année:               | 1994. | 2004.   | 2014.    | 2024.   |
| -------------------- | ----- | ------- | -------- | ------- |
| Nombre de personnes: | 431   | 392     | 350      | 321     |
| Différence:          |       | -9,04 % | -10,71 % | -8,28 % |

| Année:               | 2023. | 2024.   |
| -------------------- | ----- | ------- |
| Nombre de personnes: | 324   | 321     |
| Différence:          |       | -0,92 % |